# Chimarra medioloba
Chimarra medioloba är en nattsländeart som beskrevs av Oliver S. Flint Jr. 1971. Chimarra medioloba ingår i släktet Chimarra och familjen stengömmenattsländor. Inga underarter finns listade i Catalogue of Life.